# Đorđe Petrović
Đorđe Petrović (Kirin Serbia: Ђорђе Петровић; sinh ngày 8 tháng 10 năm 1999) là một cầu thủ bóng đá chuyên nghiệp người Serbia hiện đang thi đấu ở vị trí thủ môn cho câu lạc bộ Bournemouth tại Premier League và đội tuyển bóng đá quốc gia Serbia.

## Sự nghiệp thi đấu

### FK Čukarički
Petrović là thành viên của học viện FK Čukarički từ năm 2014, được đôn lên đội 1 vào năm 2019, sau khi được cho mượn tại FK IMT ở mùa giải 2018–19. Petrović có 78 lần ra sân cho Čukarički, cũng như 4 lần ra sân tại Cúp bóng đá Serbia và 4 lần ra sân tại UEFA Europa Conference League.

### New England Revolution

#### Mùa giải 2022
Vào ngày 6 tháng 4 năm 2022, Petrović ký hợp đồng với câu lạc bộ New England Revolution tại Major League Soccer theo bản hợp đồng kéo dài 3 năm với mức phí không được tiết lộ.
Petrović giữ sạch lưới trận đầu tiên cho câu lạc bộ vào ngày 26 tháng 6 năm 2022, với 6 pha cứu thua trong trận hòa 0–0 trước Vancouver Whitecaps. Những nỗ lực của anh đã giúp anh lọt vào Đội hình Tiêu biểu của vòng 16 MLS. Trong tháng 8, Petrović đã giữ sạch lưới 4 trận, không để đối thủ ghi bàn trong tổng cộng 371 phút. Anh kết thúc mùa giải 2022 với việc được đề cử cho giải thưởng Tân binh xuất sắc nhất của MLS và Thủ môn xuất sắc nhất năm của MLS.

#### Mùa giải 2023
Petrović đã có một khởi đầu thuận lợi trong mùa giải 2023, trở thành cầu thủ nhanh nhất trong lịch sử MLS có 5 pha cản phá phạt đền vào ngày 29 tháng 4 năm 2023. Theo dữ liệu được cung cấp bởi Opta Sports, Petrović đã vượt trội hơn về bàn thắng kì vọng (xGOT) với 16,2 ghi được kể từ khi anh gia nhập giải đấu. Không có thủ môn nào khác ghi được xGOT vượt quá 5,5 trong khung thời gian đó.
Petrović có trận giữ sạch lưới thứ 6 vào ngày 3 tháng 6 trước New York City FC trên Sân vận động Yankee. Petrović phải đối mặt với 20 cú sút trong trận đấu. Trong trận đấu, Tom Bogert của tờ The Athletic đã báo cáo rằng Petrović đang được Manchester United F.C. và Đội tuyển bóng đá quốc gia Serbia theo dõi. Vào ngày 27 tháng 6, anh có tên trong danh sách tham dự trận MLS All-Star Game 2023, dẫn đầu giải với 160 pha cứu thua kể từ khi ra mắt. Vào ngày 20 tháng 7, Extratime Radio của MLS đã vinh danh anh là thủ môn của năm trong bài đánh giá giữa mùa giải của họ.
Vào ngày 30 tháng 7 năm 2023, tờ The Athletic đưa tin rằng Revolution đã từ chối mức phí chuyển nhượng "khoảng 8 triệu đô la cộng với các tiện ích bổ sung" từ FC Nantes và Nottingham Forest F.C. đối với Petrović. Do thương vụ bị từ chối, Petrović ngồi ngoài và không thi đấu trong trận đấu gặp Atlas F.C. tại Leagues Cup vào ngày 3 tháng 8.

### Chelsea
Petrović gia nhập Chelsea vào ngày 26 tháng 8 năm 2023, ký bản hợp đồng kéo dài 7 năm với tùy chọn gia hạn thêm một năm. Mặc dù mức phí không được tiết lộ chính thức nhưng nó được cho là có giá trị 12,5 triệu bảng, cộng thêm 1,5 triệu bảng cho các tiện ích bổ sung.
Vào ngày 10 tháng 12 năm 2023, Petrović có trận ra mắt Premier League, khi vào sân thay thế cho Robert Sánchez bị chấn thương trong trận thua 2-0 trước Everton trên sân vận động Goodison Park, để thủng lưới một bàn trong thời gian bù giờ. Vào ngày 16 tháng 12, anh có trận đá chính đầu tiên và giữ sạch lưới trong chiến thắng 2–0 trước Sheffield United. 3 ngày sau, anh cản phá một quả phạt đền của Matt Ritchie trong trận tứ kết Cúp EFL với Newcastle United, kết thúc với tỷ số 1–1 trong 90 phút và 4–2 trên loạt luân lưu.

## Sự nghiệp quốc tế
Petrović được triệu tập lên đội tuyển U-21 Serbia vào năm 2020, ra sân 1 lần trong trận gặp Ba Lan vào ngày 9 tháng 10 năm 2020. Anh có trận ra mắt quốc tế cho Serbia vào ngày 25 tháng 1 năm 2021, đá chính trong trận hòa 0–0 với Cộng hòa Dominica.

## Thống kê sự nghiệp

### Câu lạc bộ
Tính đến trận đấu diễn ra vào ngày 7 tháng 2 năm 2024
| Câu lạc bộ             | Mùa giải            | Giải đấu            | Giải đấu | Giải đấu | Cúp quốc gia | Cúp quốc gia | League Cup | League Cup | Khác | Khác | Tổng cộng | Tổng cộng |
| Câu lạc bộ             | Mùa giải            | Hạng đấu            | Trận     | Bàn      | Trận         | Bàn          | Trận       | Bàn        | Trận | Bàn  | Trận      | Bàn       |
| ---------------------- | ------------------- | ------------------- | -------- | -------- | ------------ | ------------ | ---------- | ---------- | ---- | ---- | --------- | --------- |
| Čukarički              | 2019–20             | Serbian SuperLiga   | 21       | 0        | 4            | 0            | —          | —          | —    | —    | 25        | 0         |
| Čukarički              | 2020–21             | Serbian SuperLiga   | 34       | 0        | 0            | 0            | —          | —          | —    | —    | 34        | 0         |
| Čukarički              | 2021–22             | Serbian SuperLiga   | 23       | 0        | 0            | 0            | —          | —          | 4    | 0    | 27        | 0         |
| Čukarički              | Tổng cộng           | Tổng cộng           | 78       | 0        | 4            | 0            | 0          | 0          | 4    | 0    | 86        | 0         |
| New England Revolution | 2022                | Major League Soccer | 21       | 0        | 2            | 0            | —          | —          | —    | —    | 23        | 0         |
| New England Revolution | 2023                | Major League Soccer | 22       | 0        | 0            | 0            | —          | —          | 3    | 0    | 25        | 0         |
| New England Revolution | Tổng cộng           | Tổng cộng           | 43       | 0        | 2            | 0            | 0          | 0          | 3    | 0    | 48        | 0         |
| Chelsea                | 2023–24             | Premier League      | 8        | 0        | 3            | 0            | 3          | 0          | —    | —    | 14        | 0         |
| Tổng cộng sự nghiệp    | Tổng cộng sự nghiệp | Tổng cộng sự nghiệp | 129      | 0        | 9            | 0            | 3          | 0          | 7    | 0    | 148       | 0         |

1. ↑  Bao gồm Cúp bóng đá Serbia, U.S. Open Cup, Cúp FA
2. ↑  Bao gồm Cúp EFL
3. ↑  Ra sân tại UEFA Europa Conference League
4. ↑  Ra sân tại Leagues Cup

### Quốc tế
Tính đến trận đấu diễn ra vào ngày 18 tháng 11 năm 2024
| Đội tuyển quốc gia | Năm       | Trận | Bàn |
| ------------------ | --------- | ---- | --- |
| Serbia             | 2021      | 1    | 0   |
| Serbia             | 2023      | 1    | 0   |
| Serbia             | 2024      | 3    | 0   |
| Tổng cộng          | Tổng cộng | 5    | 0   |

## Danh hiệu
Cá nhân
- MLS All-Star: 2023[30]